# Toppers
De Toppers is een Nederlandse supergroep, bestaande uit René Froger, Gerard Joling, Jeroen van der Boom en Jan Smit. Tot 2011 was ook Gordon lid van de groep. Sinds 2005 geven de heren elk jaar een reeks stadionconcerten. Toppers In Concert is, met meer dan 50 uitverkochte shows, de langstlopende concertreeks van Europa. Buiten de concerten treden De Toppers regelmatig op in diverse televisie- en radioprogramma's. Het repertoire van De Toppers, tijdens de optredens, bestaat voornamelijk uit een mix van covers en eigen materiaal. In 2009 deden ze mee aan het Eurovisiesongfestival met het nummer Shine.

## Geschiedenis

### Ontstaan
In mei 2004 gaf René Froger een concertreeks van vier uitverkochte concerten in de Amsterdam ArenA. In de jaren '90 scoorde Froger een aantal toptienhits en gaf hij als eerste Nederlandse artiest een stadionconcert in De Kuip. Voor zijn concertreeks in de ArenA nodigde Froger Gerard Joling uit als gastartiest. Niet veel later ontstond bij Froger het plan om ook zanger Gordon uit te nodigen. Gordon en Joling hadden op dat moment ruzie en wierpen allerlei beledigingen naar elkaar in de media. Speciaal voor zijn concertreeks bemiddelde Froger tussen de twee heren. Als surprise act zongen Joling, Gordon en Froger samen een medley. De reacties op deze medley waren zo overweldigend, dat de drie heren een jaar later als grap aan een zangformatie begonnen.
Het oorspronkelijke plan was om eenmalig een concert te geven voor genodigden in Koninklijk Theater Carré onder de naam De Toppers, bedacht door Benno de Leeuw. Maar door het enthousiasme van het publiek en de media werd de ArenA wederom gekozen als locatie in plaats van Carré.

### De weg naar de Arena
De weg naar de Arena was in 2005 te volgen in de realitysoap Froger, Joling & Gordon: Over De Toppers. In het programma werden onder andere de repetities van de mannen, hoe ze naar de concerten toeleefden en een kijkje achter de schermen getoond. De eerste editie was gevuld met zowel klassiekers als nieuwe hits. Daarnaast brachten de drie heren de single Over de Top uit. De single kwam uiteindelijk als nummer 6 in de Single Top 100. De Live at the ArenA Medley die Froger, Joling en Gordon al eerder met elkaar opnamen, bereikte de derde positie van de hitlijsten.
Na twee uitverkochte concerten besloten de heren definitief verder te gaan als De Toppers. Bij de tweede editie werd er meer uitgepakt qua muziek, kleding en vuurwerk. Ook kwamen de heren met het WK-voetballied Wir Sind Die Holländer. In het najaar van 2005 waren de heren samen te zien in de realityserie Toppers in de sneeuw dat werd uitgezonden op Talpa. Daarnaast werd er een kerstspecial opgenomen in Disneyland Parijs. Voor de concerten in de Arena in 2006 werden de Toppers gevolgd voor het televisieprogramma Toppers: De weg naar de ArenA. In 2007 keerde zij terug met het programma voor een tweede seizoen, ditmaal werden ze gevolgd voor hun concertreeks in 2007.
Voor Toppers in Concert 2007 stonden er zes concerten op het programma, wat meer dan 360.000 bezoekers betekende. Hierbij waren er vier opgekocht door supermarktketen C1000, waarvoor ze ook meededen in een reclamecampagne. 360.000 bezoekers was zowel nationaal als internationaal een record. Ter ondersteuning van hun concertreeks verscheen in juni 2007 een single van De Toppers Can You Feel It. Het is een remake van de bekende single van The Jackson 5. De cd en Dvd van Toppers in Concert 2007 bereikte beide de eerste positie in de charts. De Toppers brachten in het najaar van 2006 een kerst-cd uit, Kerst met De Toppers. Het album behaalde tienmaal platina.
In 2008 gaven de heren voor de vierde keer een ArenA-editie van Toppers in Concert. Deze editie bleek achteraf de laatste in de samenstelling van Gerard, René en Gordon te zijn. Tijdens deze concerten werd ook, officieus, bekendgemaakt dat De Toppers in 2009 deelnemen aan het Eurovisie Songfestival in Moskou.

### Eurovisiesongfestival

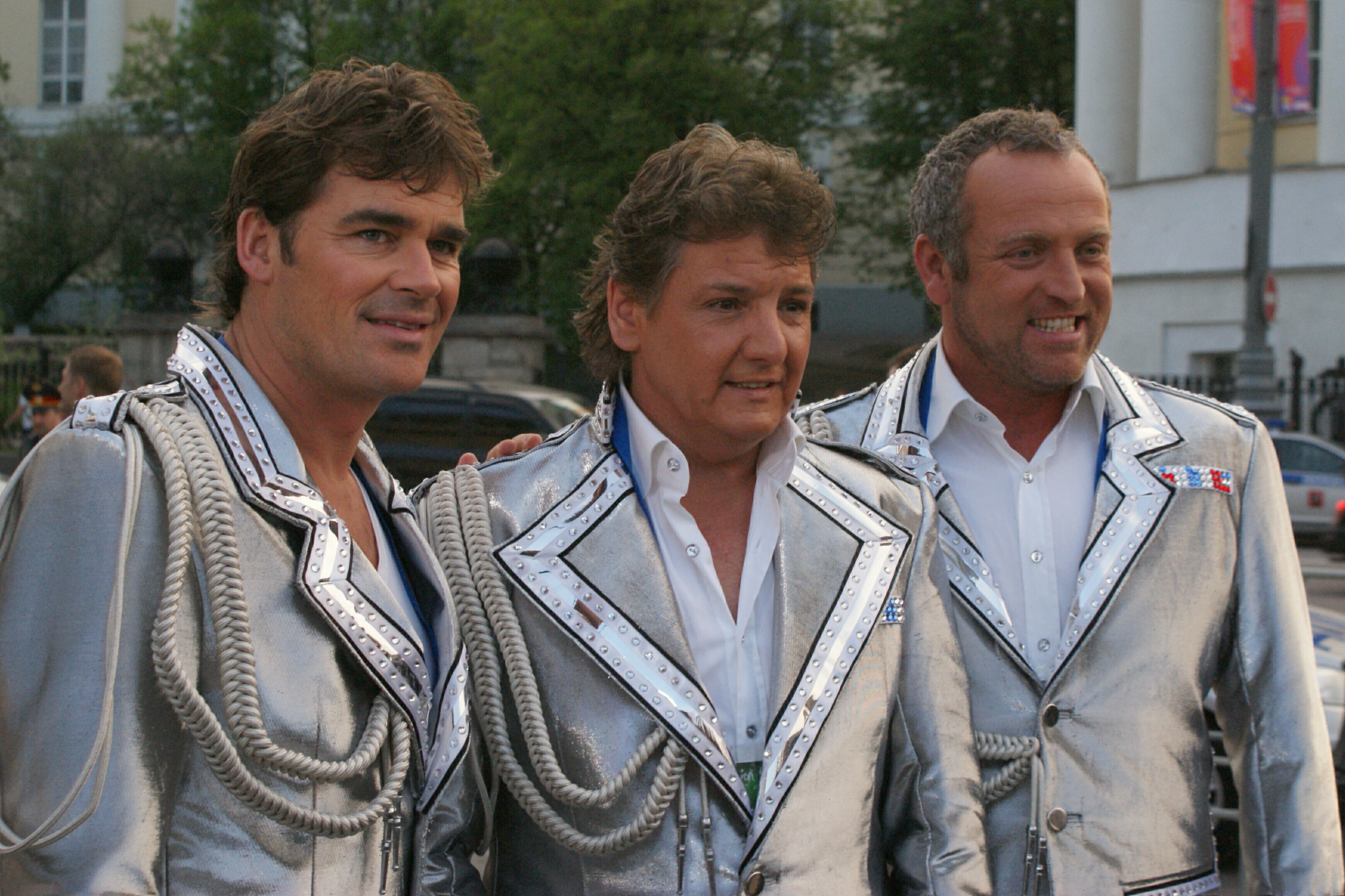
De Toppers op het Songfestival.

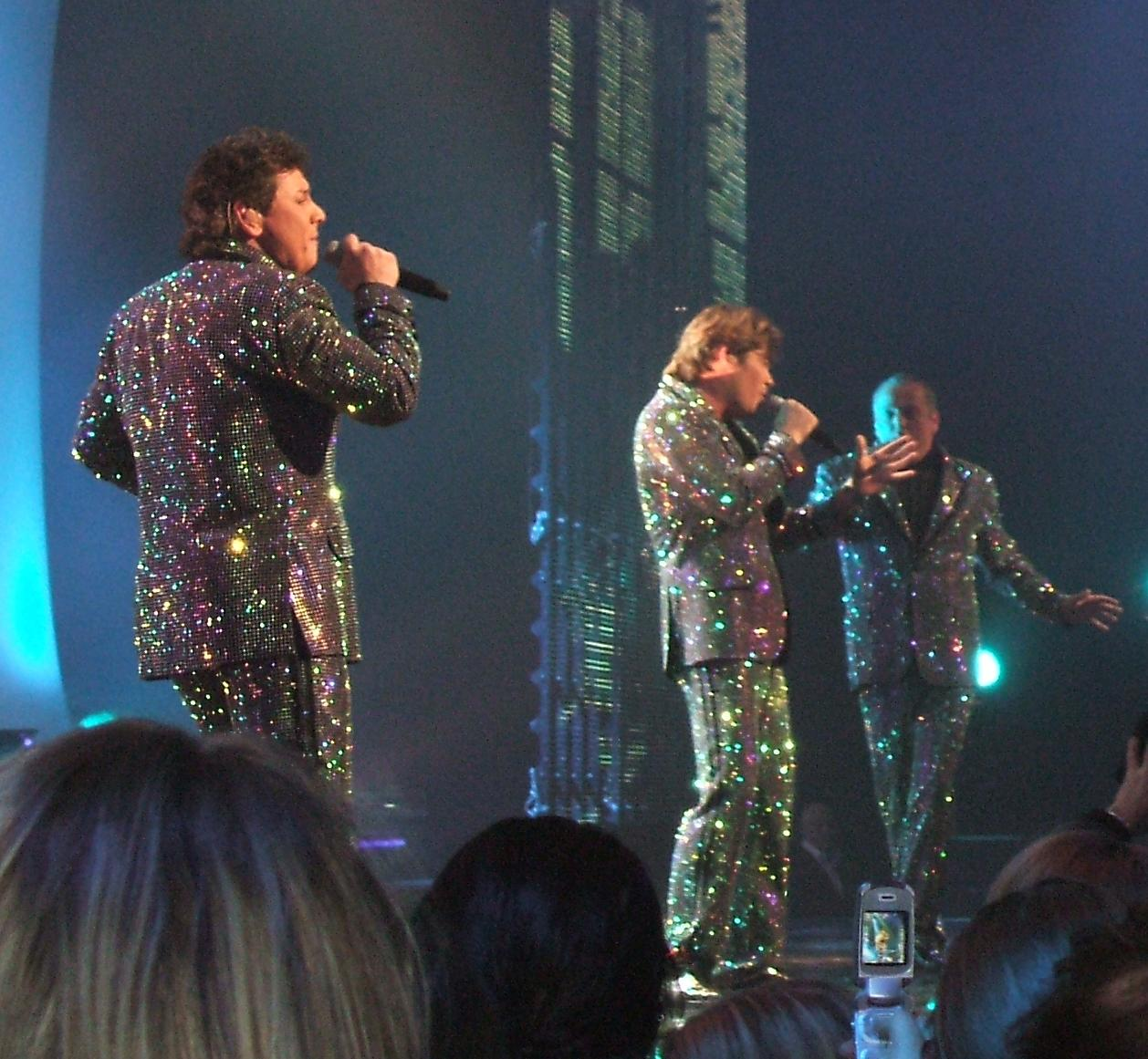
De Toppers tijdens het Nationaal Songfestival 2009.

Op 19 september 2008 maakte de TROS bekend dat De Toppers Nederland gingen vertegenwoordigen op het Eurovisiesongfestival van 2009 in Moskou. Op 30 september 2008 hielden De Toppers een persconferentie in het Amstel Hotel in Amsterdam. Froger, Joling en Gordon kwamen op jetski's aan bij het hotel aan de Amstel. Daar ontvouwden ze hun plannen voor hun deelname aan het Eurovisiesongfestival. In de aanloop naar het festival zou de reallifesoap De Toppers op weg naar Moskou door de TROS worden uitgezonden, maar SBS6, waar Gerard Joling onder contract staat, ging niet akkoord met Joling als figurant in een soap van de TROS. De reacties die Gordon hierop uitte in de media schoten bij Joling in het verkeerde keelgat en hij wilde niet meer meedoen aan het Eurovisiesongfestival en verliet de groep. Joling wilde aanvankelijk wel de in 2009 geplande concerten als lid van De Toppers doen, maar dat was voor de andere leden geen optie.
Op 10 november 2008 maakte het management bekend dat Jeroen van der Boom de nieuwe Topper zou worden. De zanger werd door Froger persoonlijk benaderd om Joling op te volgen. Van der Boom brak in 2007 door met zijn eerste nummer 1-hit Jij bent zo. Daarnaast was hij in het verleden gastartiest bij de solo-concerten van Joling en Froger.
Tijdens een grote live-show vanuit Studio 22 in Hilversum op 1 februari 2009 kon uit zes speciaal geschreven nummers de Nederlandse inzending worden gekozen voor het Eurovisiesongfestival. Hoewel de vakjury het nummer Angel of the Night unaniem verkoos tot beste nummer, koos 48 procent van het tv-publiek Shine tot Nederlandse inzending voor het Eurovisiesongfestival in Moskou. Omdat de stem van het publiek voor twee derde telde, kwam Shine bovenaan de totaaluitslag te staan. Hiermee werd bepaald dat De Toppers met Shine naar Moskou zouden gaan. Direct na de uitzending van het Nationaal Songfestival maakte Gordon bekend dat hij de tekst van het nummer Shine heeft geschreven onder het pseudoniem Ger van de Westelaken.
De Toppers probeerden het songfestival weer op de kaart te zetten. Zo speelde de heren een gastrol, als zichzelf, in de RTL 4-soapserie Goede tijden, slechte tijden. Ter gelegenheid van het verjaardagsfeest van Nina traden De Toppers op met hun Songfestivallied Shine. Ook gaven De Toppers een gastoptreden in de live-show van X Factor. Op 30 april 2009 zouden De Toppers een optreden verzorgen tijdens het Radio 538 Koninginnedagfeest op het Museumplein in Amsterdam. In verband met een aanslag op het koningshuis, besloten de heren het optreden te cancelen uit respect voor de slachtoffers.
Speciaal voor de Songfestivalact lieten de heren in Amerika zwarte pakken met led-lampjes produceren. Tijdens de repetities liet de techniek het meermaals afweten. Ondanks de media-aandacht voor de pakken, trokken De Toppers voor de zekerheid wat anders aan. Tijdens de tweede halve finale traden De Toppers als laatste van negentien landen op. Na de bekendmaking van de tien landen die doorstroomden naar de finale, bleek dat Nederland hier niet bij hoorde. Shine kreeg slechts 11 punten, 1 van Denemarken en 10 punten van Albanië. Daarmee bereikten ze de 17e plaats, terwijl de 9e plaats recht gaf op een ticket naar de finale. Ook de jury koos Shine niet uit.

### Angel of the Night
Na het Songfestival-avontuur concentreerden De Toppers zich op hun vijfjarig bestaan. Met twee concerten in de ArenA vierden de mannen hun jubileum. Het concert werd overschaduwd door het plotselinge overlijden van Jan & Mien Froger, de ouders van René Froger. In de jubileumconcerten van 2009 zong hij een ode aan zijn ouders met het nummer Here In My Heart. Daarna kwamen de drie zonen van Froger op het podium en zongen ze samen met hun vader het nummer Father And Friend, origineel van Alain Clark.
In augustus 2009 ontstond er ophef rondom het nummer Angel of the Night, dat eerder door De Toppers werd gezongen tijdens het Nationaal Songfestival. Producer Edwin van Hoevelaak, de schrijver van het nummer, had Gerard Joling benaderd of hij de Nederlandse versie van het nummer (Engel van mijn hart) wilde opnemen. Het management van De Toppers liet in een persverklaring weten hoogst verbaasd te zijn dat Van Hoevelaak het nummer Angel of the Night heeft aangeboden aan uitgerekend een ex-Topper. Ook werd Joling door Gordon beschuldigd van diefstal tijdens de uitzending van RTL Boulevard. Uiteindelijk bracht Joling de Nederlandse versie uit en die bereikte in oktober 2009 de eerste plaats in de Single Top 100. In september 2009 werd het nummer No one loves me like you, dat ook tijdens het Nationaal Songfestival door De Toppers werd gezongen, gebruikt als leader voor het televisieprogramma Glitter Glamour Gordon. De leadertekst is aangepast, speciaal voor het programma in een Nederlandstalige versie, met als titel Niemand lacht zoals jij.
Al sinds de terugkeer uit Moskou gingen er geruchten over een eventueel vertrek van Gordon uit de groep. De zanger besloot de eer aan zichzelf te houden en maakte op 9 september 2009 bekend uit De Toppers te stappen. Volgens zijn management kon hij zijn creativiteit niet meer kwijt en had zijn vertrek niets te maken met alle negatieve publiciteit rondom De Toppers. Na het vertrek van Gordon doken in de media verschillende namen op als Frans Bauer, Xander de Buisonjé, Paul de Leeuw en zelfs Joling. Op 3 december 2009 maken zowel Joling en Gordon bekend terug te keren bij De Toppers.

### Een kwartet

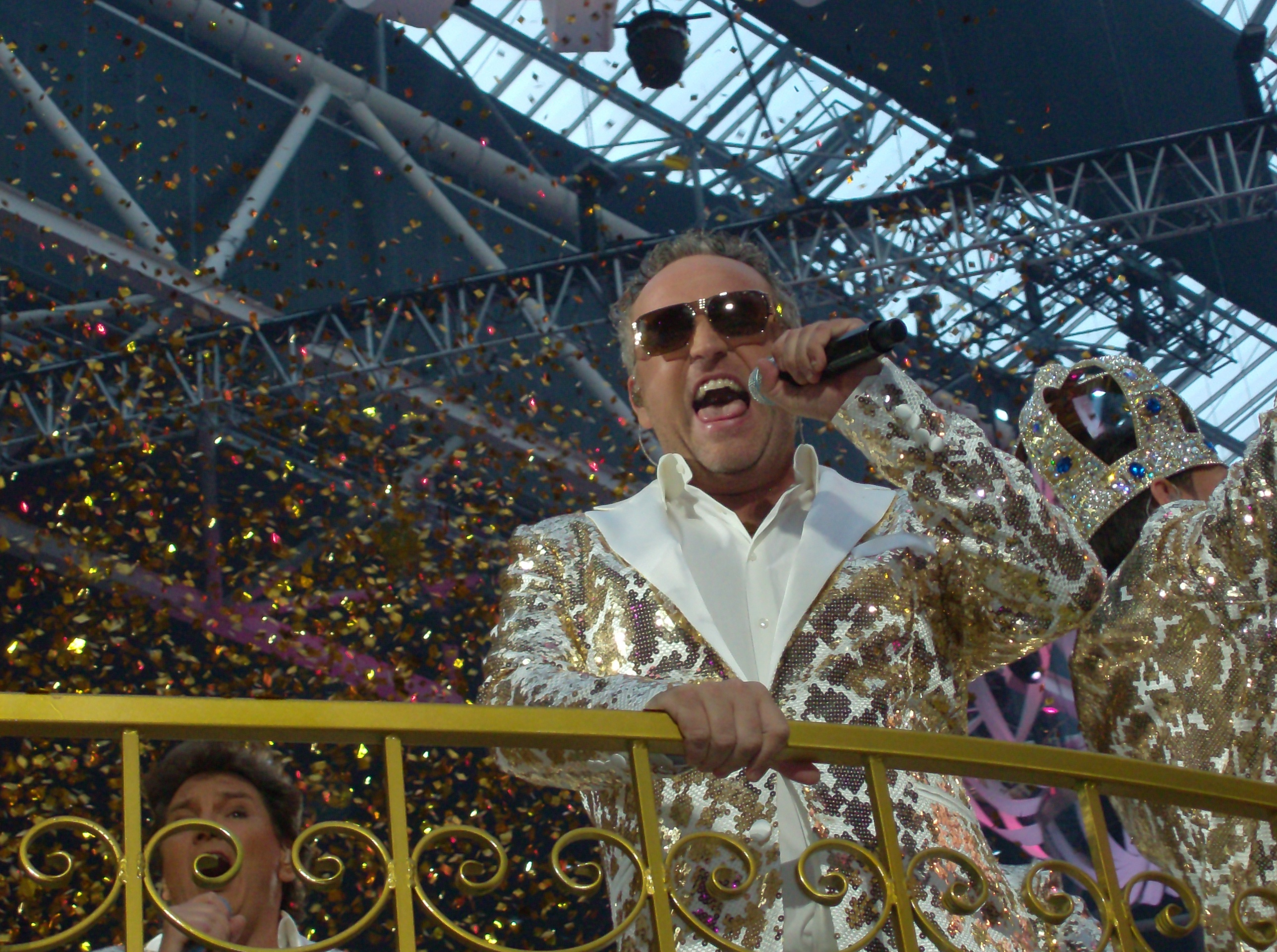
Gordon bij De Toppers.

Nadat zowel Joling als Gordon terug waren bij De Toppers, was het lang onbekend of Van der Boom nog bij De Toppers zou blijven. Maar uiteindelijk traden De Toppers als een kwartet op en waren de heren herenigd. In 2010 ontving Toppers in Concert zijn miljoenste bezoeker. Met drie avonden in een volle ArenA en een aaneenschakeling van gastartiesten, werd de avond een succes en bracht die De Toppers een Lifetime Award voor de verkoop van meer dan 1,5 miljoen geluidsdragers.
Op woensdag 13 april 2011 traden De Toppers op tijdens de benefietavond Nederland Helpt Japan in de ArenA. Ter ondersteuning van hun aankomende concertreeks verscheen er een nieuwe single, Higher. Higher was enkel als een download op 5minuten.tv te downloaden en niet als single in de winkel te koop. Op 18 mei 2011 besloot Gordon om De Toppers na de aanstaande concertreeks definitief te verlaten. De zanger wilde zich volledig kunne richten op zijn nieuwe zanggroep Los Angeles: The Voices en zijn televisiewerk. Froger, Joling en Van der Boom besloten verder te gaan als trio.

### Muzikale verandering

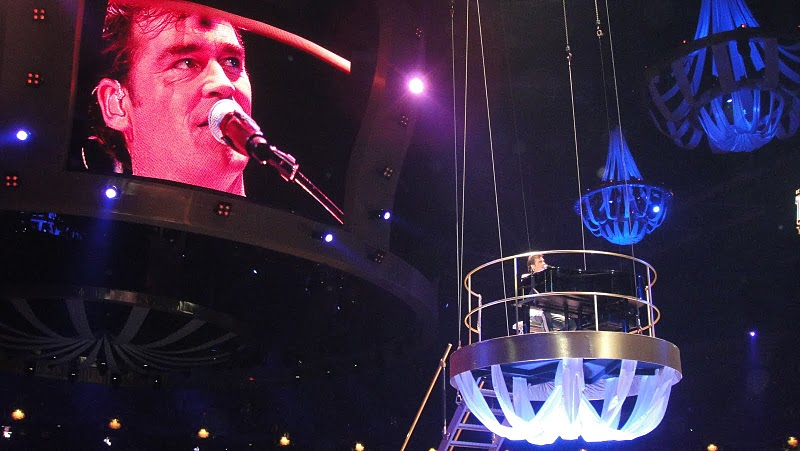
Van der Boom bracht meer pop-, dance- en rock-muziek.

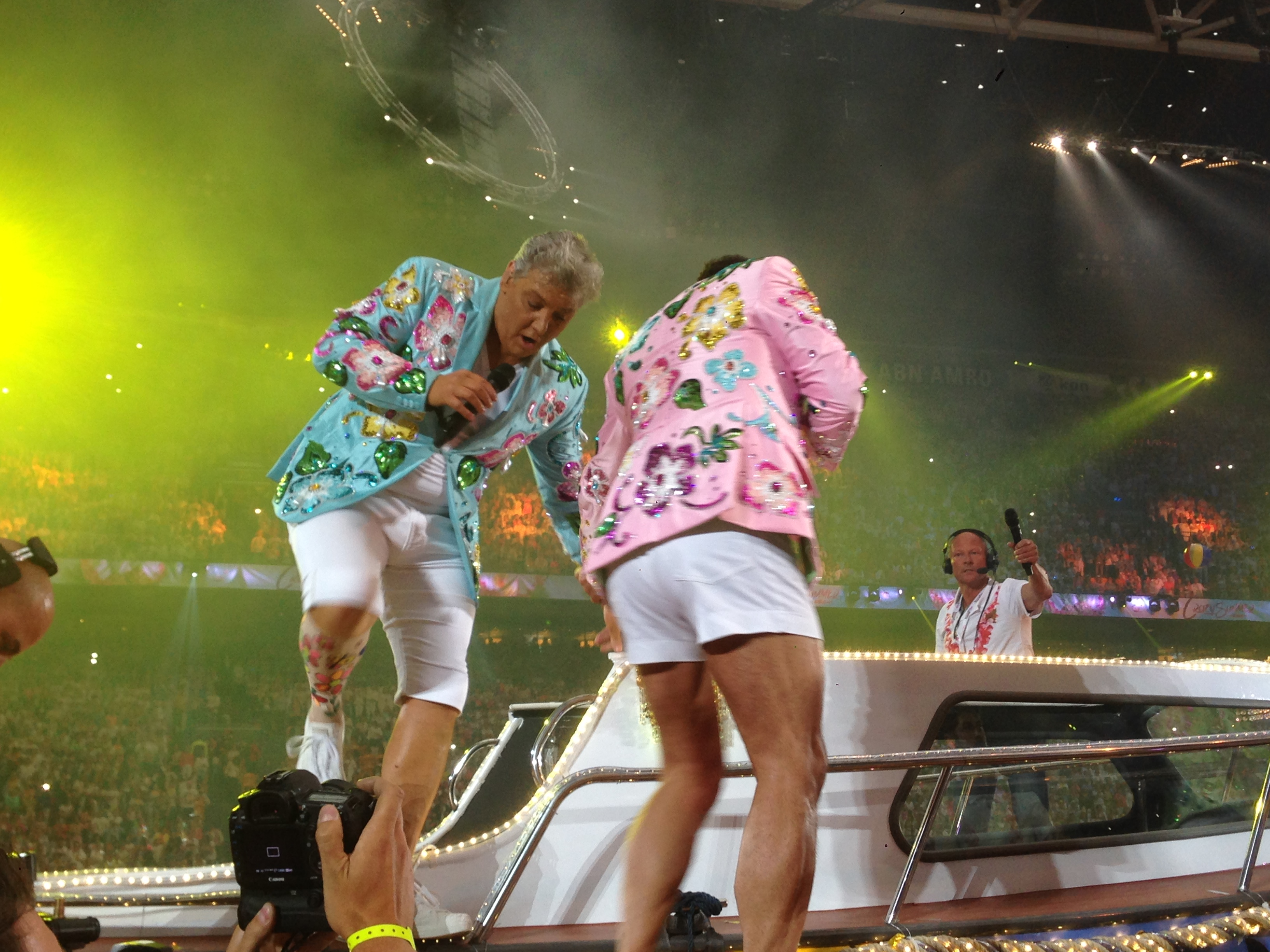
Froger kreeg tijdens de opening van Toppers in Concert 2015 een zweepslag in zijn been.

Mede door de inbreng van Van der Boom zijn De Toppers muzikaal gezien een andere richting opgeschoven met meer pop-, dance- en rockmuziek. Door meer recente nummers te zingen, spreken De Toppers ook het jongere publiek aan. Naast het gewone repertoire leggen de heren ieder jaar de lat weer hoger en pakken ze steeds grootser uit met spectaculaire decors en indrukwekkende showeffecten.
Na de single Higher in 2011 verschenen ook de singles Topper Van Je Eigen Leven (2012) en 1001 nacht (2013). De laatste single is een Nederlandstalige bewerking van de hit C'est la Vie van de Algerijnse zanger Khaled. De single kwam uiteindelijk als nummer 13 in de Single Top 100. In 2013 traden De Toppers op tijdens de speciale tv-actie Samen tegen kinderkanker voor de Stichting KiKa.
In 2014 vierden De Toppers hun tienjarig jubileum. De heren nodigden voor deze vier concerten ex-lid Gordon speciaal uit als gastartiest. Ook ontving Toppers in Concert zijn twee miljoenste bezoeker. Tijdens die concertreeks maakten De Toppers bekend dat ze een muziekfilm zouden maken. Toppers Lost In Vegas zou eind 2015 in de bioscoop draaien. Halverwege 2015 werd de film uitgesteld tot december 2016. Op 24 augustus meldde Joling, die te gast was bij het tv-programma Jinek,  dat de film voorlopig geheel van de baan was. Dit vanwege de drukke agenda’s van alle drie de zangers.
Op 2 april 2014 doopten de Toppers in de Keukenhof een tulp, vernoemd naar radiozender 100% NL. Tijdens de Buma NL Awards 2014 werden De Toppers uitgeroepen tot Beste liveact van Nederland. In 2015 verzorgden De Toppers de openingsact bij de finale van Bloed, zweet & tranen op SBS6. Tevens traden Joling en Van der Boom op bij het 30 Jaar Hits jubileumconcert van Froger in Carré.
De 11e editie van Toppers in concert 2015 - The Crazy Summer Edition  dreigde in gevaar te komen door verschillende factoren. Froger kreeg bij de opening van het tweede concert een zweepslag in zijn been. De zanger liep de hele show mank en had zichtbaar last van de zweepslag. Op dinsdag 26 mei raakte Joling betrokken bij een ongeluk met een 91-jarige vrouw. Hierdoor werden alle persmomenten van De Toppers geannuleerd, maar De Toppers traden de overige drie concerten op 29, 30 en 31 mei op. Van der Boom coverde tijdens het concert Mag ik dan bij jou van Claudia de Breij uit 2009. Deze versie werd na uitgave zo vaak gedownload, dat die op 5 juni 2015 binnen anderhalf uur de top bereikte van de ITunes hitlijst. Ook de Single Top 100 kende in de lijst van 6 juni een tipnotering. Twee weken later stond de single op plaats 12 in die hitparade. In 2015 hebben De Toppers een nieuwe single opgenomen, getiteld Wat Ben Je Zonder Vrienden.
In november 2015 maakte Gordon bekend definitief te zullen stoppen met zijn zangcarrière. Tevens kondigde hij twee afscheidsconcerten aan in het Koninklijk Concertgebouw in Amsterdam. De Toppers zouden een van de gastartiesten zijn bij het afscheidsconcert van Gordon. Maar in december 2015 onthulde Gordon in het programma 5 jaar later, dat hij het niet meer volhield als lid van De Toppers. Volgens Gordon zou Van der Boom hem eruit hebben gewerkt, Froger een drankprobleem hebben gehad en zou Joling de twee heren beschermen. De Toppers herkennen zich niet in de uitspraken van Gordon en bestempelen het in de media als onzin en kwetsend. Door het conflict trad uiteindelijk alleen Joling op tijdens de twee afscheidsconcerten van de ex-Topper.

### 12,5 jaar De Toppers

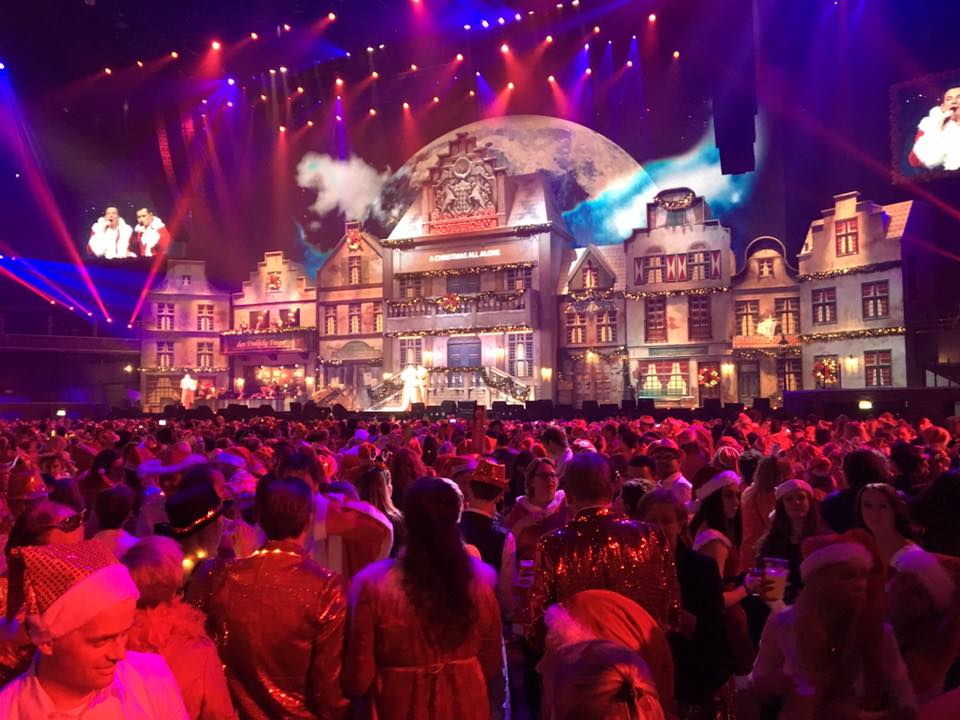
In 2016 bestonden De Toppers 12,5 jaar.

In het jaar 2016 werd er volop gespeculeerd over de toekomst van De Toppers. In De Telegraaf verklaarde Joling, die in 2008 uit de groep stapte en in 2010 weer terugkeerde, dat hij serieus had overwogen om te stoppen met De Toppers. Hij vond dat de groep moest vernieuwen en plaats moest maken voor jong talent. Mede-Toppers Froger en Van der Boom voelden niets voor zijn plannen en haalde Joling over om door te gaan. Ondanks dat verklaarde Joling in het programma Evers staat op van Edwin Evers dat er twee zangers uit de groep zouden gaan, en er twee nieuwe zangers in komen. Dit bleek echter een grap te zijn toen Froger, Van der Boom en Joling in het programma RTL Late Night bekendmaakten dat de drie heren hun 12,5 jaar jubileum gaan vieren met zes kerstconcerten in december 2016 in Rotterdam Ahoy. De kerstconcerten waren vooralsnog eenmalig, omdat het de viering was van het 12,5-jarig bestaan van De Toppers.
Ter ondersteuning van hun concertreeks verscheen op 18 november 2016 een kerstsingle van De Toppers Een heel gelukkig kerstfeest. Het was een remake van een single uit 1975. Van der Boom bracht tijdens het concert zijn zes jaar oude hit Werd de tijd maar teruggedraaid ten gehore. Deze live-versie werd opnieuw uitgebracht. De single werd na uitgave zo veelvuldig gedownload, dat hij de top bereikte van de iTunes-hitlijst en op nr. 17 stond in de Single Top 100. Op 31 december 2016 luidden De Toppers samen met de kijkers het nieuwe jaar in tijdens het oudejaarsspecial van Wedden dat ik het kan?.
In november 2016 maakten De Toppers de overstap van de publieke omroep AVROTROS naar de commerciële televisiezender SBS6. Het was de bedoeling dat het trio, naast de optredens, meerdere programma's ging maken voor de zender. Begin 2017 waren Froger, Joling en Van der Boom te volgen in de tiendelige realitysoap De Toppers: Wild West, Thuis Best op SBS6. In het programma gingen de heren op wintersport om zich voor te bereiden op de concertenreeks in de ArenA. Ook werd er in een tweedelige documentaire 12,5 jaar De Toppers teruggekeken op de memorabele momenten van de groep.

### Uitbreiding, Topper Gezocht! en Coronapandemie

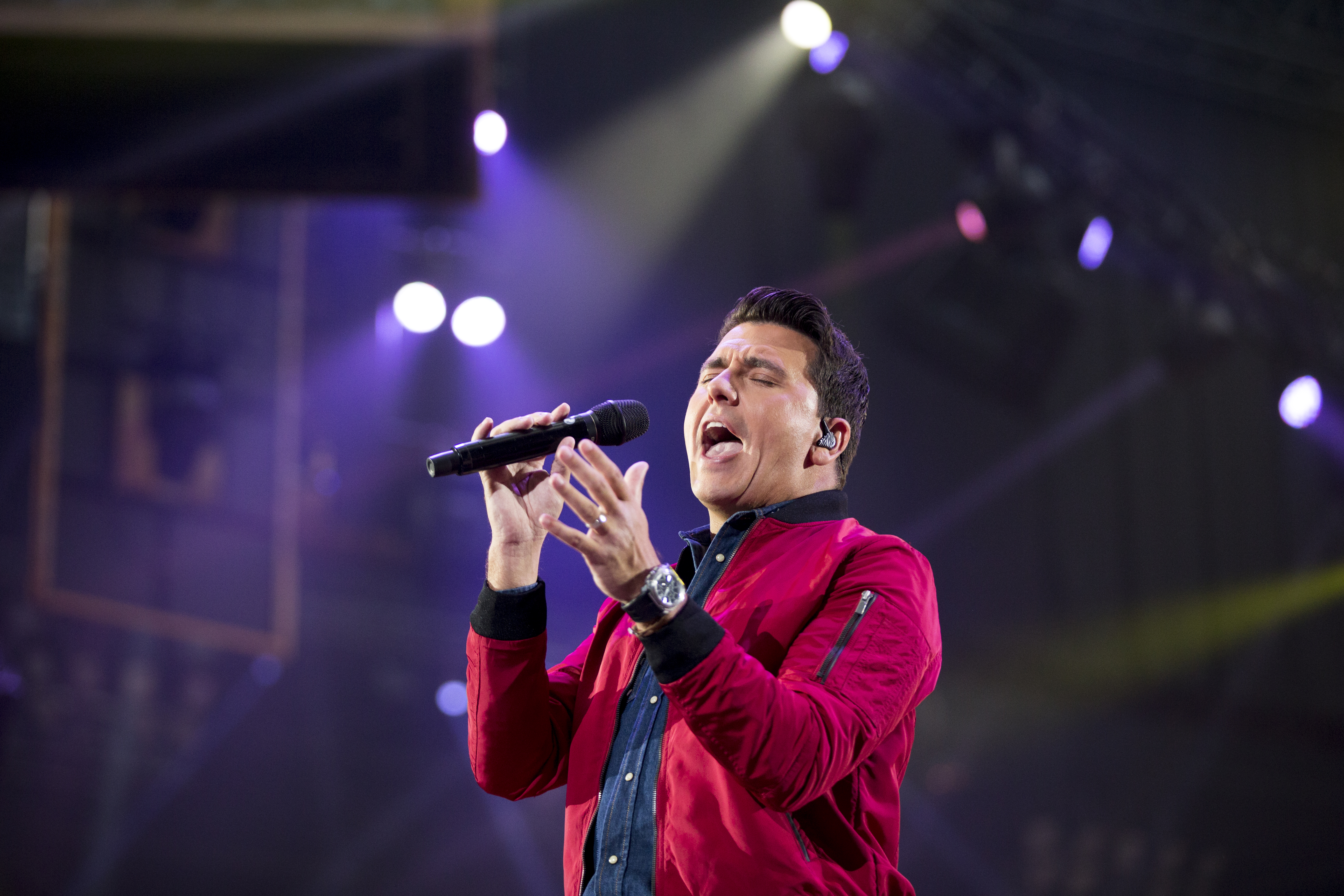
Jan Smit de nieuwe Topper.

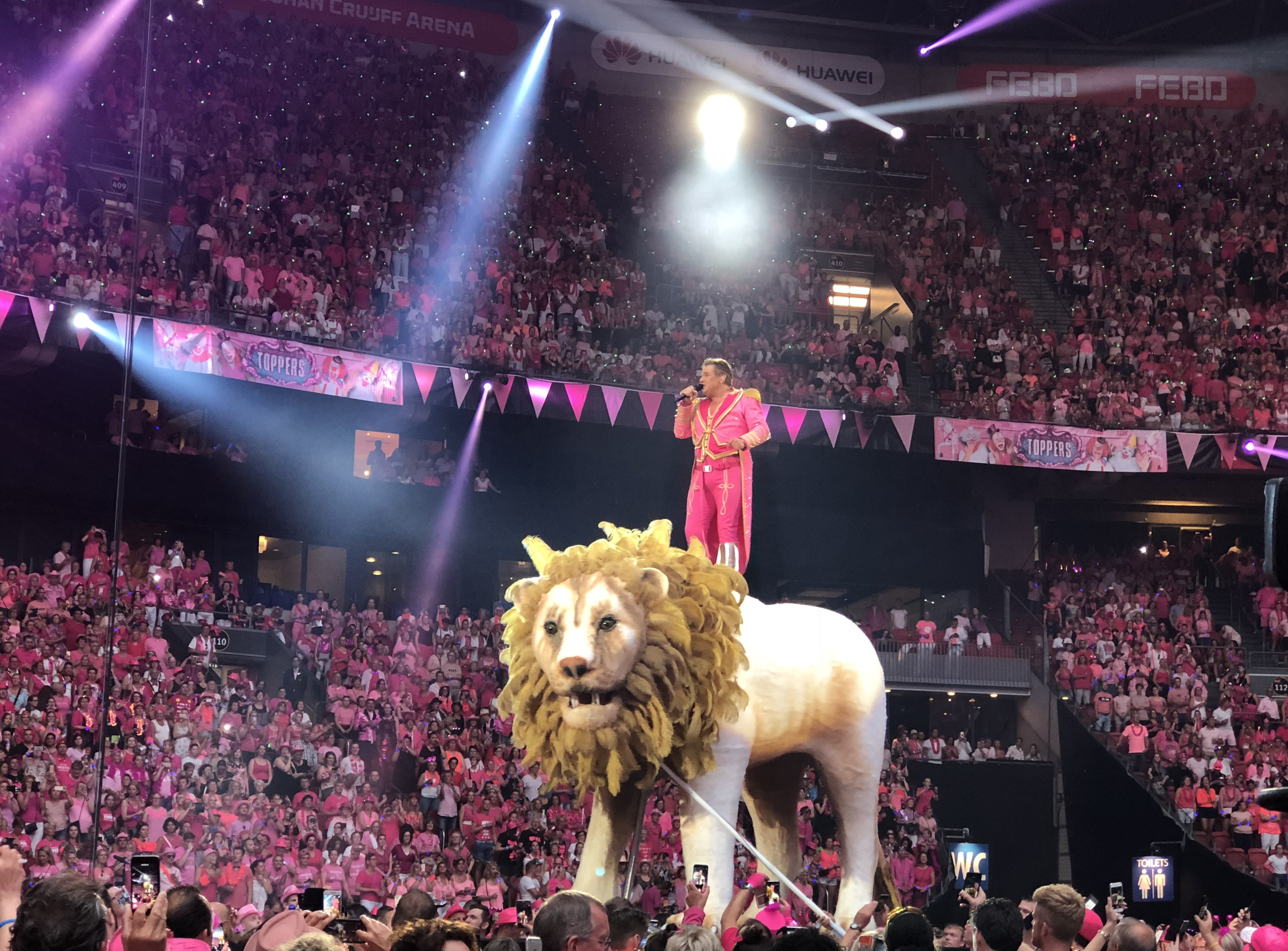
Opening Toppers in Concert 2018.

Begin februari 2017 kwam het nieuws naar buiten dat De Toppers de formatie ging uitbreiden. In de media doken namen op als Waylon, Danny de Munk, André Hazes jr. en zelfs Gordon. Op 20 februari werd officieel bekendgemaakt dat Jan Smit de nieuwe Topper zou worden. Met de Volendamse zanger willen de heren de formatie vernieuwen en verjongen voor de komende jaren. Tijdens Toppers in Concert 2017 - Wild West, Thuis Best Edition werd Smit geïntroduceerd aan het publiek. Na afloop van het concertreeks publiceerde het Amerikaanse vakblad Pollstar een lijst met concerten die in het eerste helft van 2017 financieel het meest hadden opgebracht. De Toppers stonden op plek 14. Het trio harkte met de Wild West, Thuis Best Edition ongeveer 9 miljoen dollar binnen. Eerder waren vijf shows (340.000 bezoekers) goed voor een omzet van ongeveer 19 miljoen dollar.
Op 28 maart 2017 kregen De Toppers een Special Achievement Award voor de verkoop van meer dan 1,5 miljoen verkochte exemplaren van Toppers in Concert (cd plus dvd).
Met de komst van Smit, als nieuw lid van de mannengroep, traden De Toppers weer als kwartet op. In december 2017 traden De Toppers op tijdens het Muziekfeest van het Jaar in de Amsterdamse Ziggo Dome. In februari 2018 werden De Toppers door 100% NL uitgeroepen tot Live Act van het Jaar en werd de talentenjacht Topper Gezocht! uitgezonden op SBS6. De winnaar Esmee Smit mocht eenmalig een medley meezingen tijdens de concerten. Het programma werd gepresenteerd door Irene Moors en de vakjury bestond uit De Toppers zelf.
In 2019 hielden De Toppers voor het vijftiende jaar op rij een concertreeks in Amsterdam. Met het thema Happy Birthday Party werd in de kleuren rood, wit en blauw het vijftienjarige jubileum groots gevierd. Daarnaast wonnen De Toppers een Edison in de categorie ‘Hollands’. De jury roemde De Toppers voor de aandacht voor actuele muziek en stromingen tijdens de concerten.
In 2020 en 2021 waren er geen Toppers concerten vanwege de coronapandemie. De Toppers waren ook van plan om een reeks kerstconcerten te geven in Ahoy in Rotterdam.
Op 14 juni 2022 trad het kwartet op tijdens het Muziekfeest op het Plein in Waalwijk.

### Samenwerkingen en 20-jarig jubileum
Na een afwezigheid van twee jaar gaven De Toppers weer een reeksconcerten in november 2022. Het thema dat jaar was Happy together - The Flower Power Edition. Ter ondersteuning van hun aankomende concertreeks verscheen er een nieuwe single, Happy together. Daarnaast gingen De Toppers een samenwerking aan met rapper Donnie. Het resultaat van de samenwerking werd de single Toppie.
Muzikaal gezien zijn De Toppers met hun concertreeksen een iets andere richting opgeschoven met meer hedendaagse muziek. Door meer jongere gastartiesten uit te nodigen, spreken De Toppers ook de hedendaagse jeugd aan. Daarnaast krijgen de heren veel vaker ondersteuning van een vrouwelijke zangeres - zoals Emma Heesters (2022, 2024 en 2025) of de meiden van OG3NE (2019 en 2024) - tijdens het zingen van diverse medleys.
Na een jaar (2023) waarin de concertreeks niet doorging omdat de Arena niet beschikbaar was door het EK-voetbal, stappen de mannen in 2024 de Arena weer binnen met als thema Club Tropicana Edition. Ook werd er in een zesdelige podcast (De Toppers Topcast) teruggekeken op memorabele momenten en vooruitgekeken op de aankomende concertreeks.
Ter ere van hun 20-jarig jubileum vieren de Toppers in 2025 niet alleen groot feest in de Arena met als thema Stout & Fout, maar Goud , maar geven ze in december ook zes kerstshows in Rotterdam Ahoy.

## Bezetting
De formatie van De Toppers is door de jaren heen steeds veranderd. Het begon in 2005 met René Froger, Gerard Joling en Gordon. De samenwerking tussen de heren was even succesvol als broos. De contrasterende karakters van de zangers botsten regelmatig. Joling stopte daarom in 2008 en werd vervangen door Jeroen van der Boom. In 2010 kwam Joling er weer bij en ging De Toppers door als kwartet. In 2011 besloot Gordon te stoppen om zich naar eigen zeggen volledig te kunnen richten op zijn nieuwe zanggroep Los Angeles, The Voices. Na een aantal jaar optreden als trio, werd in 2017 de Volendamse zanger Jan Smit toegevoegd aan de formatie.

## Toppers in Concert - Het Meezingfeest van het Jaar
Toppers in Concert - Het Meezingfeest van het Jaar is een Nederlandse concertreeks van De Toppers, die sinds 2005 jaarlijks plaatsvindt in de Johan Cruijff ArenA. Toppers In Concert is de langst lopende concert-reeks van Europa. Bij de tiende editie in 2014 verwelkomden De Toppers hun twee miljoenste concertbezoeker. In 2016 stonden De Toppers met hun eerste kerst-editie van Toppers in Concert in Rotterdam Ahoy. Ter ere van de 20-jarig jubileum staan De Toppers in 2025 weer in Ahoy met een reeks kerstconcerten.
Ieder jaar worden de concertregistraties uitgezonden en herhaald op televisie. De concerten worden tevens op DVD uitgebracht.

### Het concept
De concerten van De Toppers staat ieder jaar in het teken van een bepaald thema. Het is de bedoeling dat de bezoekers gekleed komen in de stijl van het thema, net als de heren zelf. De Toppers zingen zowel in het Nederlands als in het Engels en wisselen verschillende muziekstijlen gedurende avond af. Soms worden de volledige nummers gezongen en soms worden ze verwerkt in medleys, meestal met een thema, zoals de bekendste nummers van een artiest (André Hazes-medley, ABBA-medley, Dolly Dots-medley, Beatles-medley etc.) of een genre (Disco-medley, Dance-medley, Rock-medley, Latin-medley etc.). De Toppers zingen ook hun eigen hits. Deze nummers komen in medleys vaak voorbij als een Hit/Toppers-medley. Traditiegetrouw ontvangen de Toppers tijdens hun shows gastartiesten uit binnen- en buitenland. Het concert is uiteindelijk een aaneenschakeling van bekende hits. De bezoekers kunnen op videoschermen  de tekst volgen om het meezingen nog makkelijker te maken.

### Organisatie
De concertreeks wordt georganiseerd door Toppers in Concert BV, in samenwerking met entertainmentbedrijf Rocket Group. Benno de Leeuw, die ook de manager is van de Toppers, heeft 50% van de aandelen van Toppers in Concert BV, de andere 50% is in handen van René Froger. De andere leden van de formatie hebben geen aandelen. Benno en René zijn tevens de bedenkers van De Toppers. John Dirne is ook betrokken bij het concert, als muziekproducer en als lid van het creatieve team achter de schermen.
Het succes van De Toppers wordt ook opgemerkt in het buitenland, want in Duitsland en Engeland bestaat zelfs grote interesse om het gehele Toppers-concept over te nemen. Het bedrijf heeft door de belangstelling plannen voor een Toppers-licentie, met gedeelde risico’s bij winst of verlies. In het verleden is de Vlaamse muziekgroep De Romeo's op de vingers getikt door Toppers in Concert B.V., vanwege de vele gelijkenissen met het Nederlandse concept van De Toppers. Het Zingpaleis - Het Grootste ambiancefeest van het Jaar is een concertreeks van De Romeo's, die sinds 2009 jaarlijks plaatsvindt in België. De zevende editie van Het Zingpaleis staat voor het eerst in het teken van een bepaald thema. De Romeo's hebben gekozen voor het thema: Tropical. Een jaar eerder stonden De Toppers in de ArenA met Toppers in concert - The Crazy Summer Edition. Op basis van de commerciële uitingen en de diverse thema's, vertonen de Belgen veel gelijkenissen met het Nederlandse Toppers-concept.
In 2012 begonnen Trijntje Oosterhuis, Edsilia Rombley, Berget Lewis, Glennis Grace en Candy Dulfer aan de gelegenheidsformatie de Ladies of Soul. De zangeressen worden ook de vrouwelijke variant van De Toppers genoemd. Net als de heren geven ze jaarlijks een concertreeks, en bestaat het repertoire voornamelijk uit covers van klassiekers uit het binnen- en buitenland met een hoog meezinggehalte. De Ladies of Soul treden jaarlijks op in de Ziggo Dome.

## Concerten
| Editie             | Jaar               | Bezetting                                                                    | Datum                                                                        | Thema                                                                        | Aantal bezoekers            | Locatie                     |
| ------------------ | ------------------ | ---------------------------------------------------------------------------- | ---------------------------------------------------------------------------- | ---------------------------------------------------------------------------- | --------------------------- | --------------------------- |
| 1                  | 2005               | René Froger, Gerard Joling, Gordon                                           | 13 & 14 mei                                                                  | Live In The Round                                                            | 120.000                     | Amsterdam ArenA             |
| 2                  | 2006               | René Froger, Gerard Joling, Gordon                                           | 26, 27 & 28 mei                                                              | De Grootste Vriendentempel                                                   | 180.000                     | Amsterdam ArenA             |
| 3                  | 2007               | René Froger, Gerard Joling, Gordon                                           | 1, 2, 3, 6, 7 & 8 juni                                                       | Disco & Future                                                               | 360.000                     | Amsterdam ArenA             |
| 4                  | 2008               | René Froger, Gerard Joling, Gordon                                           | 23, 24 & 27 mei                                                              | Glitter And Glamour                                                          | 160.000                     | Amsterdam ArenA             |
| 5                  | 2009               | René Froger, Gordon, Jeroen van der Boom                                     | 12 & 13 juni                                                                 | Toppers Jubileum 2009                                                        | 120.000                     | Amsterdam ArenA             |
| 6                  | 2010               | René Froger, Gerard Joling, Gordon, Jeroen van der Boom                      | 20, 21 & 22 mei                                                              | Welcome To Heaven                                                            | 180.000                     | Amsterdam ArenA             |
| 7                  | 2011               | René Froger, Gerard Joling, Gordon, Jeroen van der Boom                      | 27, 28 & 29 mei                                                              | The Royal Party For Kings And Queens                                         | 200.000                     | Amsterdam ArenA             |
| 8                  | 2012               | René Froger, Gerard Joling, Jeroen van der Boom                              | 17, 18 & 19 mei                                                              | The Love Boat Edition                                                        | 200.000                     | Amsterdam ArenA             |
| 9                  | 2013               | René Froger, Gerard Joling, Jeroen van der Boom                              | 24, 25 & 26 mei                                                              | 1001 Night Edition                                                           | 205.000                     | Amsterdam ArenA             |
| 10                 | 2014               | René Froger, Gerard Joling, Jeroen van der Boom                              | 24, 29, 30 & 31 mei                                                          | Made in Holland Edition - 10 Jaar Toppers                                    | 270.000                     | Amsterdam ArenA             |
| 11                 | 2015               | René Froger, Gerard Joling, Jeroen van der Boom                              | 23, 24, 29, 30 & 31 mei                                                      | Crazy Summer Edition                                                         | 340.000                     | Amsterdam ArenA             |
| 12                 | 2016               | René Froger, Gerard Joling, Jeroen van der Boom                              | 13, 14 & 15 mei                                                              | Royal Night of Disco Edition                                                 | 210.000                     | Amsterdam ArenA             |
| 12                 | 2016               | René Froger, Gerard Joling, Jeroen van der Boom                              | 10, 20, 21, 22, 23 & 24 december                                             | Christmas Party of the Year - 12,5 jaar jubileum                             | 85.000                      | Rotterdam Ahoy              |
| 13                 | 2017               | René Froger, Gerard Joling, Jeroen van der Boom                              | 26 & 27 mei                                                                  | Wild West, Thuis Best Edition                                                | 132.000                     | Amsterdam ArenA             |
| 14                 | 2018               | René Froger, Gerard Joling, Jeroen van der Boom, Jan Smit                    | 25, 26 & 27 mei                                                              | Pretty in Pink - The Circus Edition                                          | 198.000                     | Johan Cruijff ArenA         |
| 15                 | 2019               | René Froger, Gerard Joling, Jeroen van der Boom, Jan Smit                    | 31 mei & 1 juni                                                              | Happy Birthday Party - 'The Best of' Jubileum Editie                         | 130.000                     | Johan Cruijff ArenA         |
| 16                 | 2022               | René Froger, Gerard Joling, Jeroen van der Boom, Jan Smit                    | 18, 19, 20 november                                                          | Happy Together - The Flower Power Edition                                    | 200.000                     | Johan Cruijff ArenA         |
| 17                 | 2024               | René Froger, Gerard Joling, Jeroen van der Boom, Jan Smit                    | 24, 25 en 26 mei                                                             | Club Tropicana Edition                                                       | 200.000                     | Johan Cruijff ArenA         |
| 18                 | 2025               | René Froger, Gerard Joling, Jeroen van der Boom, Jan Smit                    | 30, 31 mei & 1 juni                                                          | Stout & Fout, maar Goud                                                      | n.n.b.                      | Johan Cruijff ArenA         |
| 19                 | 2025               | René Froger, Gerard Joling, Jeroen van der Boom, Jan Smit                    | 18, 19, 20, 22, 23 & 24 december                                             | Christmas Party of the Year - 20 jaar jubileum                               | n.n.b.                      | Rotterdam Ahoy              |
| Totaal: 19 edities | Totaal: 19 edities | Totaal: 56 Concerten in Johan Cruijff Arena & 12 Concerten in Rotterdam Ahoy | Totaal: 56 Concerten in Johan Cruijff Arena & 12 Concerten in Rotterdam Ahoy | Totaal: 56 Concerten in Johan Cruijff Arena & 12 Concerten in Rotterdam Ahoy | Totaal: 3.289.698 bezoekers | Totaal: 3.289.698 bezoekers |

1. 1 2 3 4 5  Alleen voor winnaars Nationale Postcode Loterij
2. 1 2  Gesponsord door Jumbo Supermarkten

### Gastoptredens
| Concert | Hoofdgast (Ode)                                     | Gasten |
| ------- | --------------------------------------------------- | --- |
| 2005    | André Hazes (postuum)                               | Geen gasten |
| 2006    | Willy Alberti (postuum)                             | Luv', Bobby Farrell, Jim Bakkum, Floortje Smit, Ellen Eeftink |
| 2007    | Lee Towers                                          | Engelbert Humperdinck, Berget Lewis, Edwin Evers, Remco Bastiaansen, Charissa van Dipte |
| 2008    | Anita Meyer                                         | The Trammps, Bonnie St. Claire, Ron Brandsteder, Nikki, Charlene Meulenberg, Nathalie Makoma, |
| 2009    | Rob de Nijs, Jan & Mien Froger (postuum)            | Johnny Logan, Lisa Lois, Robert ten Brink, Rachel Kramer, Hester Kootstra, Danny Froger, Maxim & Didier Froger, |
| 2010    | Ruth Jacott, Ramses Shaffy, (postuum) Gerard Joling | Frans Bauer, Karin Bloemen, Thomas Berge, Wesley Klein, Martin Morero, Linda de Mol |
| 2011    | Jan Smit, Marie Heuckeroth (postuum)                | K3, Glennis Grace, Los Angeles, The Voices, Leonie Meijer, Judith Peters, Danny Nicolay, |
| 2012    | Jannie Joling                                       | Chico & The Gipsy Kings, Paul de Leeuw, Glennis Grace, Lange Frans, John West, Paul Turner |
| 2013    | Geen hoofdgast                                      | Ernst Daniël Smid, Jan Smit, Tavares, Vengaboys, 3JS, Grant & Forsyth, Danny Froger, Wesley Klein, Danny Nicolay, Najib Amhali, Factor 12 |
| 2014    | Gordon                                              | André van Duin, Frans Bauer, Lee Towers, Henny Huisman, 2 Unlimited, Eva Simons, Ingrid Simons, Danny Froger, Wesley Klein, Danny Nicolay, Factor 12 |
| 2015    | Willeke Alberti                                     | Village People, Clouseau, Guus Meeuwis, Barry Hay, David Bisbal, André Hazes jr., Danny de Munk, Edsilia Rombley,Roxeanne Hazes, Gebroeders Ko, Danny Froger, Wesley Klein, Danny Nicolay, Johnny de Mol, Factor 12                                                                                               |
| 2016    | Ria Brieffies (postuum)                             | Dolly Dots, Rick Astley, Robin S, George McCrae, 2 Brothers on the 4th Floor, Big, Black & Beautiful, Glennis Grace, Jochem Fluitsma, Ad Visser & Penney de Jager, Factor 12 |
| 2016    | Lee Towers                                          | O'G3NE, André Hazes jr., Maan, Side2Side, Danny Froger, Maxim & Didier Froger |
| 2017    | Guus Meeuwis, Jan Smit (Introductie)                | André Hazes jr., Samantha Steenwijk, Grant & Forsyth, Pleun Bierbooms, Danny Froger, Yves Berendse, Danny Nicolay, Country Wilma, Sophie Grant, Factor 12 |
| 2018    | Trijntje Oosterhuis                                 | Right Said Fred, Snap!, Danny de Munk, Imca Marina, Marga Bult, Ben Cramer, Ronnie Tober, Koos Alberts, Ria Valk, Bonnie St. Claire, Luuk van der Boom, Carel Kraayenhof, Esmee Smit (5e Topper), Factor 12 |
| 2019    | Sheila Ferguson                                     | Snollebollekes, O'G3NE, Re-Play, The Weather Girls, T-Spoon, Jimi Bellmartin, George Baker, Dennie Christian, Gerard Cox, Jacques Herb, Gerard Ekdom, Danny Froger, Maxim & Didier Froger, Fientje Hoogstad, Factor 12                                                                                            |
| 2022    | Corry Konings, Jannie Joling (postuum)              | Mart Hoogkamer, Emma Heesters, Rolf Sanchez, Bizzey, Frans Bauer, John West, Robert van Hemert, Ammar, Donnie, Tony Hadley, Tante Rikie, Luuk van der Boom, Maxim Froger |
| 2024    | Geen hoofdgast                                      | Emma Heesters, Marco Schuitmaker, Kris Kross Amsterdam, O'G3NE, Donnie, Ammar, John West, Bouke, Dries Roelvink, Vengaboys, Umberto Tozzi, Basily Boys, Hansen Tomas, Christ'OF, Hiske Bongaarts, Factor 12 |
| 2025    | Jonnie Boer (postuum)                               | Yves Berendse, Emma Heesters, Billy Dans, Mart Hoogkamer, Paul Elstak, Lange Frans & Baas B, Wolter Kroes, Bouke, Danny Froger, Bram Krikke, Ruben van der Meer, Ingrid Simons, Max Mies, Maxim Froger, Rob Lamberti, Totally Spice, Hiske Bongaarts, Ruby Prophet, Levi van Seggelen, Carmell Kusters, Factor 12 |

## Filmografie
Deze filmografie is alleen van toepassing voor De Toppers in zijn complete samenstelling. Zie de persoonlijke pagina's van de leden voor andere producties waar ze deel van uitmaken.
| Televisieprogramma's | Televisieprogramma's                                                           | Televisieprogramma's                     | Televisieprogramma's                           |
| Jaar                 | Bezetting                                                                      | Productie                                | Informatie                                     |
| -------------------- | ------------------------------------------------------------------------------ | ---------------------------------------- | ---------------------------------------------- |
| 2005                 | René Froger, Gerard Joling, Gordon                                             | Froger, Joling & Gordon: Over de Toppers | Zesdelige wekelijkse realityserie op RTL 4     |
| 2005                 | René Froger, Gerard Joling, Gordon                                             | Toppers in de Sneeuw                     | Tweedelige realityserie op Talpa               |
| 2006                 | René Froger, Gerard Joling, Gordon                                             | Toppers: De weg naar de ArenA            | Zesdelige realityserie op Talpa                |
| 2007                 | René Froger, Gerard Joling, Gordon                                             | Toppers: De weg naar de ArenA            | Vierdelige wekelijkse realityserie op Tien     |
| 2009                 | René Froger, Gordon, Jeroen van der Boom                                       | Toppers op weg naar Moskou               | Achtdelige wekelijkse realityserie bij de TROS |
| 2009                 | René Froger, Gordon, Jeroen van der Boom                                       | Nationaal Songfestival                   | Bij de TROS                                    |
| 2009                 | René Froger, Gordon, Jeroen van der Boom                                       | Eurovisiesongfestival                    | Internationale liedjeswedstrijd                |
| 2017                 | René Froger, Gerard Joling, Jeroen van der Boom                                | 12,5 Jaar De Toppers                     | Documentaire bij SBS6                          |
| 2017                 | René Froger, Gerard Joling, Jeroen van der Boom                                | De Toppers: Wild West, Thuis Best        | Tiendelige wekelijkse realityserie op SBS6     |
| 2018                 | René Froger, Gerard Joling, Jeroen van der Boom, Jan Smit                      | Topper Gezocht!                          | Zesdelige talentenjacht op SBS6                |
| Specials / Overige   |                                                                                |                                          |                                                |
| Jaar                 | Bezetting                                                                      | Productie                                | Informatie                                     |
| 2005                 | René Froger, Gerard Joling, Gordon                                             | Kerst met De Toppers in Disneyland       | Op Talpa                                       |
| 2007                 | René Froger, Gerard Joling, Gordon                                             | De Toppers van C1000                     | TV-Commercial                                  |
| 2008                 | René Froger, Gerard Joling, Gordon                                             | Wie ben ik?                              | Deelnemers, op SBS6                            |
| 2009                 | René Froger, Gordon, Jeroen van der Boom                                       | Goede tijden, slechte tijden             | Gastrol, op RTL 4                              |
| 2009                 | René Froger, Gordon, Jeroen van der Boom                                       | Dik Voormekaar Show                      | Gastrol, bij de TROS                           |
| 2009                 | René Froger, Gordon, Jeroen van der Boom                                       | Laat ze maar lachen                      | Gasten, op RTL 4                               |
| 2009                 | René Froger, Gordon, Jeroen van der Boom                                       | X Factor                                 | Optreden, op RTL 4                             |
| 2009                 | René Froger, Gordon, Jeroen van der Boom                                       | Doe Maar Normaal                         | Deelnemers, bij BNN                            |
| 2009                 | René Froger, Gordon, Jeroen van der Boom                                       | Bananasplit                              | Gasten, bij de TROS                            |
| 2009                 | René Froger, Gordon, Jeroen van der Boom                                       | TV Show                                  | Optreden, bij de TROS                          |
| 2011                 | René Froger, Gerard Joling, Gordon, Jeroen van der Boom                        | Wie wordt de 5e Topper?                  | Talentenjacht op 5minuten.tv                   |
| 2011                 | René Froger, Gerard Joling, Gordon, Jeroen van der Boom                        | Nederland Helpt Japan                    | Optreden, benefietuitzending bij de NPO        |
| 2012                 | René Froger, Gerard Joling, Jeroen van der Boom                                | Toppers Halftimeshow                     | Talentenjacht op 5minuten.tv                   |
| 2013                 | René Froger, Gerard Joling, Jeroen van der Boom                                | Samen tegen kinderkanker                 | Optreden, Speciale tv-actie bij de NPO         |
| 2015                 | René Froger, Gerard Joling, Jeroen van der Boom                                | Holland Zingt                            | Gasten, op SBS6                                |
| 2015                 | René Froger, Gerard Joling, Jeroen van der Boom                                | Dat ding van Tante Es                    | Gasten, bij de NTR                             |
| 2015                 | René Froger, Gerard Joling, Jeroen van der Boom                                | Bloed, zweet & tranen                    | Optreden, op SBS6                              |
| 2016                 | René Froger, Gerard Joling, Jeroen van der Boom                                | Toppers Meezingmarathon                  | 24-Uurs marathon op 100% NL TV                 |
| 2016                 | René Froger, Gerard Joling, Jeroen van der Boom                                | Wedden dat ik het kan (Oudejaarsspecial) | Optreden, op SBS6                              |
| 2017                 | René Froger, Gerard Joling, Jeroen van der Boom, Jan Smit                      | Muziekfeest van het Jaar                 | Optreden, Concertregistratie op AVROTROS       |
| 2022                 | René Froger, Gerard Joling, Jeroen van der Boom, Jan Smit                      | Sterren Muziekfeest op het plein         | Optreden, Concertregistratie op AVROTROS       |
| 2024                 | René Froger, Gerard Joling, Jeroen van der Boom, Jan Smit                      | De Toppers Topcast                       | Podcast op Spotify en Qisum                    |
| 2025                 | René Froger, Gerard Joling, Jeroen van der Boom, Jan Smit                      | Only Joling                              | Realityserie van Gerard Joling op RTL 4        |
| Officiële videoclips |                                                                                |                                          |                                                |
| Jaar                 | Bezetting                                                                      | Productie                                | Informatie                                     |
| 2006                 | René Froger, Gerard Joling, Gordon                                             | Kerst met De Toppers in Disneyland       |                                                |
| 2009                 | René Froger, Gordon, Jeroen van der Boom                                       | Shine                                    | 1.484.736 views op YouTube (april 2023)        |
| 2013                 | René Froger, Gerard Joling, Jeroen van der Boom                                | 1001 Night                               | 228.431 views op YouTube (aug. 2019)           |
| 2016                 | René Froger, Gerard Joling, Jeroen van der Boom                                | Een heel gelukkig kerstfeest!            | 550.019 views op YouTube (april 2023)          |
| 2022                 | René Froger, Gerard Joling, Jeroen van der Boom, Jan Smit                      | Happy Together                           | 38.281 views op YouTube (april 2023)           |
| 2022                 | René Froger, Gerard Joling, Jeroen van der Boom, Jan Smit i.s.m. Donnie        | Toppie                                   | 240.734 views op YouTube (april 2023)          |
| 2024                 | René Froger, Gerard Joling, Jeroen van der Boom, Jan Smit i.s.m. Emma Heesters | Club Tropicana                           | Videoclip exclusief te zien op Qisum           |

## Discografie

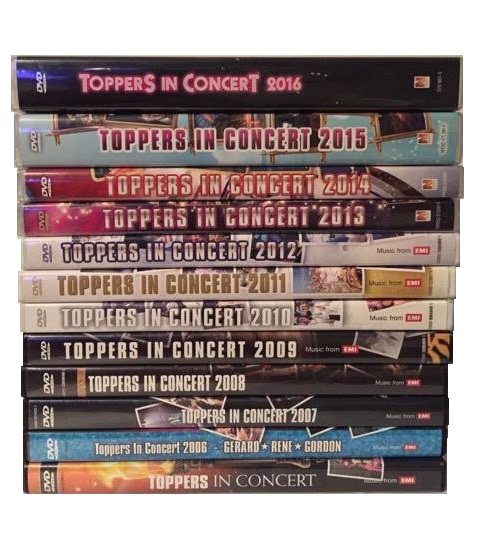
Enkele Toppers in Concert dvd's

### Albums
| Album met eventuele hitnotering(en) in de Nederlandse Album Top 100 | Datum van verschijnen | Datum van binnenkomst | Hoogste positie | Aantal weken | Opmerkingen                               |
| ------------------------------------------------------------------- | --------------------- | --------------------- | --------------- | ------------ | ----------------------------------------- |
| Toppers in concert                                                  | 02-07-2005            | 09-07-2005            | 3               | 39           | Platina                                   |
| Toppers in concert 2006                                             | 30-06-2006            | 08-07-2006            | 2               | 26           | Platina                                   |
| Kerst met de Toppers                                                | 2006                  | -                     |                 |              | Enkel verkrijgbaar bij C1000, 10× Platina |
| Toppers in concert 2007                                             | 11-07-2007            | 21-07-2007            | 1(1wk)          | 19           | Platina                                   |
| Toppers in concert 2008                                             | 01-08-2008            | 09-08-2008            | 2               | 17           | Platina                                   |
| Toppers in concert 2009                                             | 28-08-2009            | 05-09-2009            | 4               | 10           | dubbelalbum, Platina                      |
| Eurovision Song Contest Moscow 2009                                 | 2009                  | -                     | -               | -            | (42 tracks, 2 cd's)                       |
| Toppers in concert 2010                                             | 20-08-2010            | 21-08-2010            | 2               | 17           | dubbelalbum, Platina                      |
| Mega party mix - Volume 1                                           | 20-05-2011            | 28-05-2011            | 7               | 13           | Verzamelalbum / dubbelalbum               |
| Toppers in concert 2011                                             | 02-09-2011            | 10-09-2011            | 1(1wk)          | 23           | dubbelalbum, Platina                      |
| Mega party mix - Volume 2                                           | 09-03-2012            | 17-03-2012            | 19              | 9            | Verzamelalbum / dubbelalbum               |
| Toppers in concert 2012                                             | 07-09-2012            | 15-09-2012            | 2               | 24           | 3-cd, Platina                             |
| Toppers in concert 2013                                             | 05-10-2013            | 12-10-2013            | 19              | 14           | dubbelalbum, Platina                      |
| Toppers in concert 2014                                             | 22-08-2014            | 30-08-2014            | 2               | 25           | 3-cd, Goud                                |
| Toppers in concert 2015                                             | 28-08-2015            | 05-09-2015            | 1(2wk)          | 20           | Livealbum, 3-cd, Goud                     |
| Toppers in concert 2016                                             | 26-08-2016            | 03-09-2016            | 3               | 12           | 3-cd                                      |
| Toppers in concert 2017                                             | 25-08-2017            | 02-09-2017            | 10              | 5            | 3-cd                                      |
| Toppers in concert 2018                                             | 24-08-2018            | 01-09-2018            | 10              | 4            | 3-cd                                      |
| Toppers in concert 2019                                             | 30-08-2019            | 06-09-2019            | 16              | 1            | 3-cd                                      |

### Singles
| Single met eventuele hitnotering(en) in de Nederlandse Top 40 | Datum van verschijnen | Datum van binnenkomst | Hoogste positie | Aantal weken | Opmerkingen                                                                                               |
| ------------------------------------------------------------- | --------------------- | --------------------- | --------------- | ------------ | --- |
| René - Gerard - Gordon - Live at the ArenA                    | 2004                  | 04-12-2004            | 5               | 8            | Nr. 3 in de Single Top 100                                                                                |
| Over de top!                                                  | 12-04-2005            | 30-04-2005            | 22              | 5            | Nr. 6 in de Single Top 100                                                                                |
| Toppers party!                                                | 2005                  | 16-07-2005            | tip5            | -            | Nr. 32 in de Single Top 100                                                                               |
| Als je alles hebt gehad                                       | 2005                  | -                     | -               | -            | Alleen Gerard Joling & Gordon / Titelsong van Joling & Gordon over de vloer / Nr. 34 in de Single Top 100 |
| Wir sind die Holländer                                        | 2006                  | 03-06-2006            | 18              | 5            | als Toppers voor Oranje / Nr. 7 in de Single Top 100                                                      |
| Can you feel it?                                              | 11-06-2007            | 16-06-2007            | 8               | 5            | met John Marks / Nr. 10 in de Single Top 100                                                              |
| Shine                                                         | 16-02-2009            | 07-03-2009            | 15              | 8            | Nr. 2 in de Single Top 100 / Inzending Eurovisiesongfestival 2009                                         |
| No One Loves Me Like You (Niemand lacht zoals jij)            | 2009                  | - (12-09-2009)        | -               | -            | Nationaal Songfestival / 3de plaats NSF (NL-versie, Gordon / Nr. 82 in de Single Top 100)                 |
| Angel Of The Night (Engel van mijn hart)                      | 2009                  | - (03-10-2009)        | - (31)          | - (4)        | Nationaal Songfestival / 2de plaats NSF (NL-versie, Gerard Joling / Nr. 1 in de Single Top 100)           |
| 1001 nacht                                                    | 05-04-2013            | 20-04-2013            | tip9            | -            | Nr. 13 in de Single Top 100                                                                               |
| Mag ik dan bij jou (Toppers in Concert 2015)                  | 04-06-2015            | 11-06-2015            | tip4            | -            | Alleen Jeroen van der Boom / Nr. 12 in de Single Top 100                                                  |
| Toppie                                                        | 2022                  | 13-08-2022            | tip23           | 3            | met Donnie                                                                                                |

| Overige singles                                    | Datum van verschijnen | Datum van binnenkomst | Hoogste positie | Aantal weken | Opmerkingen                                                                       |
| -------------------------------------------------- | --------------------- | --------------------- | --------------- | ------------ | --------------------------------------------------------------------------------- |
| Toppers Meezing Kerstmedley                        | 2006                  | -                     | -               | -            | Kerst met De Toppers / Enkel verkrijgbaar bij C1000                               |
| Sleigh Ride                                        | 2006                  | -                     | -               | -            | Kerst met De Toppers / Enkel verkrijgbaar bij C1000                               |
| Have Yourself A Merry Little Christmas             | 2006                  | -                     | -               | -            | Kerst met De Toppers / Enkel verkrijgbaar bij C1000                               |
| It May Be Winter Outside                           | 2006                  | -                     | -               | -            | Kerst met De Toppers / Enkel verkrijgbaar bij C1000                               |
| All I Want For Christmas Is You                    | 2006                  | -                     | -               | -            | Kerst met De Toppers / Enkel verkrijgbaar bij C1000                               |
| Do They Know It's Christmas                        | 2006                  | -                     | -               | -            | Kerst met De Toppers / Enkel verkrijgbaar bij C1000                               |
| Our Night                                          | 2009                  | -                     | -               | -            | Nationaal Songfestival / 6de plaats NSF                                           |
| Everybody Can Be A Star                            | 2009                  | -                     | -               | -            | Nationaal Songfestival / 5de plaats NSF                                           |
| Three Is The Magic Number                          | 2009                  | -                     | -               | -            | Nationaal Songfestival / 4de plaats NSF                                           |
| Higher                                             | 2011                  | -                     | -               | -            | Toppers in concert 2011 / Download bij 5 Minuten.tv                               |
| Topper Van Je Eigen Leven                          | 2012                  | -                     | -               | -            | Toppers in concert 2012 / Download bij 5 Minuten.tv                               |
| Moves Like Toppers                                 | 2012                  | -                     | -               | -            | Toppers in concert 2012 / Enkel bij iTunes te verkrijgen                          |
| Wat Ben Je Zonder Vrienden                         | 2015                  | -                     | -               | -            | Toppers in concert 2015 / Download op officiële website                           |
| Een heel gelukkig kerstfeest                       | 2016                  | -                     | -               | -            | Toppers in concert - Christmas party of the year / Enkel bij iTunes te verkrijgen |
| Werd de tijd maar teruggedraaid (Live in Ahoy)     | 27-12-2016            | 07-01-2017            | -               | 1            | Alleen Jeroen van der Boom / Nr. 17 in de Single Top 100                          |
| You (Toppers in Concert 2018)                      | 01-06-2018            | -                     | -               | -            | Alleen Jeroen van der Boom                                                        |
| Vleugels van mijn vlucht (Toppers in Concert 2018) | 01-06-2018            | -                     | -               | -            | Alleen René Froger                                                                |
| Piano Man (Toppers in Concert 2019)                | 01-06-2019            | -                     | -               | -            | Alleen Jeroen van der Boom                                                        |
| Happy Together                                     | 2022                  | -                     | -               | -            | -                                                                                 |
| Club Tropicana                                     | 2024                  | -                     | -               | -            | -                                                                                 |

### Dvd's
Vanaf 2 april 2019 stelt Dutch Charts geen Muziek DVD Top 30 meer samen.
| Muziek-dvd met eventuele hitnotering(en) in de Nederlandse Muziek Dvd Top 30 | Datum van verschijnen | Datum van binnenkomst | Hoogste positie | Aantal weken | Opmerkingen                                 |
| ---------------------------------------------------------------------------- | --------------------- | --------------------- | --------------- | ------------ | ------------------------------------------- |
| Toppers in concert                                                           | 26-09-2005            | 01-10-2005            | 1(4wk)          | 72           | Goud / Platina                              |
| Toppers in concert 2006                                                      | 02-09-2006            | 09-09-2006            | 1(3wk)          | 40           | Goud / Platina                              |
| Toppers in concert 2007                                                      | 07-09-2007            | 22-09-2007            | 1(7wk)          | 77           | Goud / Platina / Bestverkochte dvd van 2007 |
| Toppers in concert 2008                                                      | 12-09-2008            | 20-09-2008            | 1(5wk)          | 52           | Goud / Platina / Bestverkochte dvd van 2008 |
| Toppers in concert 2009                                                      | 01-10-2009            | 10-10-2009            | 1(3wk)          | 21           | Goud / Platina                              |
| Eurovision Song Contest Moscow 2009                                          | 2009                  | -                     | -               | -            | (42 clips, 3 dvd's)                         |
| Toppers in concert 2010                                                      | 03-09-2010            | 03-09-2010            | 1(5wk)          | 17           | Goud / Platina                              |
| Toppers in concert 2011                                                      | 25-11-2011            | 03-12-2011            | 1(11wk)         | 24           | Goud / Platina / Bestverkochte dvd van 2011 |
| Toppers in concert 2012                                                      | 23-11-2012            | 01-12-2012            | 1(1wk)          | 50           | Goud / Platina                              |
| Toppers in concert 2013                                                      | 20-09-2013            | 21-09-2013            | 1(10wk)         | 73           | Goud / Platina / Bestverkochte dvd van 2013 |
| Toppers in concert 2014                                                      | 19-09-2014            | 27-09-2014            | 1(20wk)         | 73           | Goud / Bestverkochte dvd van 2014           |
| Toppers in concert 2015                                                      | 25-09-2015            | 26-09-2015            | 1(9wk)          | 87           | Goud / Bestverkochte dvd van 2015           |
| Toppers in concert 2016                                                      | 23-09-2016            | 24-09-2016            | 1(14wk)         | 88           | Platina / Bestverkochte dvd van 2016        |
| Toppers in concert 2017                                                      | 22-09-2017            | 30-09-2017            | 1(16wk)         | 75           | Platina / Bestverkochte dvd van 2017        |
| Toppers in concert 2018                                                      | 30-09-2018            | 06-10-2018            | 1(22wk)         | 26           | Platina / Bestverkochte dvd van 2018        |
| Toppers in concert 2019                                                      | 27-09-2019            | -                     | -               | -            |                                             |

## Trivia
- Toppers In Concert 2013 - The 1001 Edition was de eerste editie van Toppers In Concert waarbij er geen Toppers Medley of een medley van eigen hits, zoals een Gerard Joling Hitmedley werd gebruikt. Op hun singles 1001 nacht en Over De Top! na, deed elke Topper één eigen nummer (Echte Vrienden (Gerard Joling in duet met Jan Smit), Betekenis (Jeroen van der Boom) en Daar Sta Je Dan (René Froger).
- In 2005 scoorde Gerard Joling in duet met Gordon een hit in de Single Top 100 met Als je alles hebt gehad, dat als titelsong voor Over de vloer werd gebruikt. Ook Echte Vrienden (2012) van Joling en Jan Smit kwam in de Single Top 100 op nr. 1.
- Toppers in Concert 2012 - The Love Boat Edition was de enige editie waarin het nummer Over De Top! niet werd gezongen.
- In 2013 reden Froger en Topper-manager Benno de Leeuw voor het eerst mee, in een gepimpte Toppers-auto, aan The Arctic Challenge. In 2017 zwom Froger, samen met twee vriendenteams (Team Toppers), 2 kilometer door de Amsterdamse grachten tijdens de Amsterdam City Swim.
- Alle dvd's hebben de nummer 1-positie bereikt.
- Bobby Farrell was in 2006 de eerste buitenlandse gastartiest die bij De Toppers heeft opgetreden.
- Tot nu toe zijn Jan Smit (als gast), Danny de Munk, Bonnie St. Claire, Guus Meeuwis, René Schuurmans, Grant & Forsyth, Ammar, Vengaboys, Donnie, Yves Berendse, Ingrid Simons, Hiske Bongaarts, Mike Peterson en Luuk van der Boom de enige gastartiesten die bij twee verschillende Toppersedities hebben opgetreden.
- Glennis Grace (2011, 2012, 2016), Lee Towers (2007, 2014, 2016), André Hazes jr. (2015, 2016, 2017), Didier Froger (2009, 2016, 2019), Frans Bauer (2010, 2014, 2022), John West (2012, 2022, 2024), O'G3NE (2016, 2019, 2024), Mart Hoogkamer (2018, 2022, 2025)  en Emma Heesters (2022, 2024, 2025) zijn de enige die tot nu toe bij drie verschillende Toppersedities hebben opgetreden.
- Wesley Klein (2010, 2013, 2014, 2015) zijn de enige die tot nu toe bij vier verschillende edities heeft opgetreden.
- Danny Nicolay (2011, 2013, 2014, 2015, 2017), Maxim Froger (2009, 2016, 2019, 2022, 2025) is de enige die tot nu toe bij vijf verschillende Toppersedities heeft opgetreden.
- Danny Froger (2009, 2013, 2014, 2015, 2016, 2017, 2019, 2025) is de enige gastartiest die bij meer dan vijf verschillende edities heeft opgetreden.
- Factor 12 is sinds 2012 het vaste dweilorkest van De Toppers.
- Gordon en Jan Smit waren tijdens hun periode bij De Toppers ook elders lid van een zangformatie. Gordon bij LA, The Voices en Smit bij KLUBBB3.
- Omdat Gerard Joling en Gordon de ander vaak Geer en Goor noemden, worden deze bijnamen door het grote publiek vaak gebruikt om de twee zangers mee aan te duiden indien ze als duo optreden. Vanwege het grote succes van De Toppers en Joling & Gordon over de vloer is de naam gebleven.
- Van 2003 tot en met 2007 sprak Jeroen van der Boom stemmen in bij de animatieserie Café de Wereld, een onderdeel van De Wereld Draait Door. Daar imiteerde hij stemmen van onder anderen Gerard Joling.
- In 2010 is Toppers in Concert decor voor de eerste speelfim van Gooische Vrouwen. In de film geeft Martin Morero een concert met René Froger als gastartiest. In werkelijkheid gaf Martin Morero een gastoptreden bij de Toppers.
- De Toppers zijn regelmatig te gast geweest bij Barend & Van Dorp, Life & Cooking, Carlo & Irene: Life4You, Koffietijd, RTL Boulevard, De Wereld Draait Door en RTL Late Night.
- In 2014 ontvangen De Toppers hun twee miljoenste bezoeker.
- De dvd Toppers in Concert 2018 - Pretty in Pink, The Circus Edition heeft het langste op nr. 1 gestaan in de Music DVD Top 30; 22 weken.
- Toppers in Concert 2016 is het eerste concert dat is uitgegeven op blu-ray.
- Toppers in concert - Christmas party of the year is het eerste concert dat niet is uitgegeven op dvd.
- Oorspronkelijk zou Ronan Keating in 2018 een gastoptreden verzorgen. Maar door tegenwerking van Keatings management zagen de Toppers er vanaf.
- Bij elkaar piekte de 14 dvd's 130 weken bovenaan de charts en waren 775 weken in de charts genoteerd. Per 2 april 2019 brengt Dutch Charts geen nieuwe Music DVD Top 30 meer uit.
- In 2016 vertelde Benno de Leeuw, manager van De Toppers, in het programma Brandpunt dat hij voor het Songfestival door een Oost-Europese partij zou zijn benaderd om tegen betaling de stemming van het televoten te manipuleren. De Toppers lieten weten dat ze wel op de hoogte waren, maar dat niemand serieus op het voorstel in wilde gaan.[26]
- In november 2018 openden de Toppers aan de Reguliersdwarsstraat 47-49 in het centrum van Amsterdam hun eigen feestcafé, dat volledig was gedecoreerd met Toppers attributen. Het café was tijdelijk en sloot weer na de jaarlijkse concerten op 31 mei en 1 juni 2019.[27]
- In januari 2025 werd bekend dat René Froger op zoek gaat naar Toppers Kids, een junioruitvoering van de zangformatie Toppers. Froger zoekt naar zangtalent tussen de 17 en 28 jaar. De Toppers Kids zullen voor het eerst optreden tijdens de Gi-Ga Gantische Kerstshow in Ahoy op 20 en 21 december 2025.[28]